# Гвинейский реал
Гвинейский реал (реал Португальской Гвинеи) (порт. Real) — денежная единица Португальской Гвинеи в 1910—1914 годах.

## История
В 1903 году в Боламе было открыто отделение Национального заморского банка. До 31 марта 1910 года оно не выпускало банкнот, в обращении использовались банкноты Анголы и Сан-Томе.
31 марта 1910 года агентство в Боламе начало выпуск банкнот в реалах. Выпускались банкноты образца 1909 года в 1000, 2500, 5000, 10 000, 20 000, 50 000 реалов. Монеты не выпускались.
Декретом правительства Португалии от 18 сентября 1913 года № 141 с 1 января 1914 года на португальские колонии (Кабо-Верде, Португальская Гвинея, Сан-Томе и Принсипи, Ангола и Мозамбик) было распространено действие декрета от 22 мая 1911 года о введении вместо реала новой денежной единицы — эскудо (1000 реалов = 1 эскудо).
Выпуск новых банкнот был начат в 1914 году, монет — в 1933 году. Банкноты и монеты в реалах продолжали использоваться в обращении и постепенно заменялись денежными знаками в эскудо и сентаво.